# Woiwodschap Koejavië-Pommeren
De woiwodschap Koejavië-Pommeren (Pools: Województwo kujawsko-pomorskie, uitspraak: [vɔjɛˈvut͡stfɔ kuˈjafskɔ pɔˈmɔrskʲɛ], ong. vojevoetstfo koejafsko pommorskje) is een woiwodschap in centraal-noord Polen. De woiwodschap werd opgericht op 1 januari 1999 en bestaat uit de voormalige woiwodschappen Bydgoszcz, Toruń en Włocławek.
De naam is afgeleid van twee historische regio's, Pommeren en Koejavië.

## Grootste steden
steden met meer dan 20.000 inwoners
1. Bydgoszcz (Bromberg) - 367.054
2. Toruń (Thorn) - 200.080
3. Włocławek (Leslau) - 119.939
4. Grudziądz (Graudenz) - 100.024
5. Inowrocław (Hohensalza) - 78.011
6. Brodnica (Strasburg) - 27.588
7. Świecie (Schwetz) - 25.968
8. Chełmno (Culm) - 20.428

## Bevolking
Koejavië-Pommeren telt 2.083.927 inwoners op 31 december 2016. Daarvan wonen er 1,24 miljoen in steden en ongeveer 844 duizend op het platteland. In het jaar 2016 werden er 19840 kinderen geboren, terwijl er 20525 mensen stierven. Het geboortecijfer is 9,5‰ en het sterftecijfer is 9,8‰. Net als elders in Polen is ook het geboortecijfer in Koejavië-Pommeren hoger op het platteland (10,0‰) dan in de steden (9,2‰). Het sterftecijfer is beduidend hoger in de steden (10,8‰) vergeleken met het sterftecijfer op het platteland (9,2‰). De natuurlijke bevolkingsgroei is negatief en bedraagt -0,3‰: -1,1‰ in steden en +0,8‰ op het platteland.

## Bestuurlijke indeling

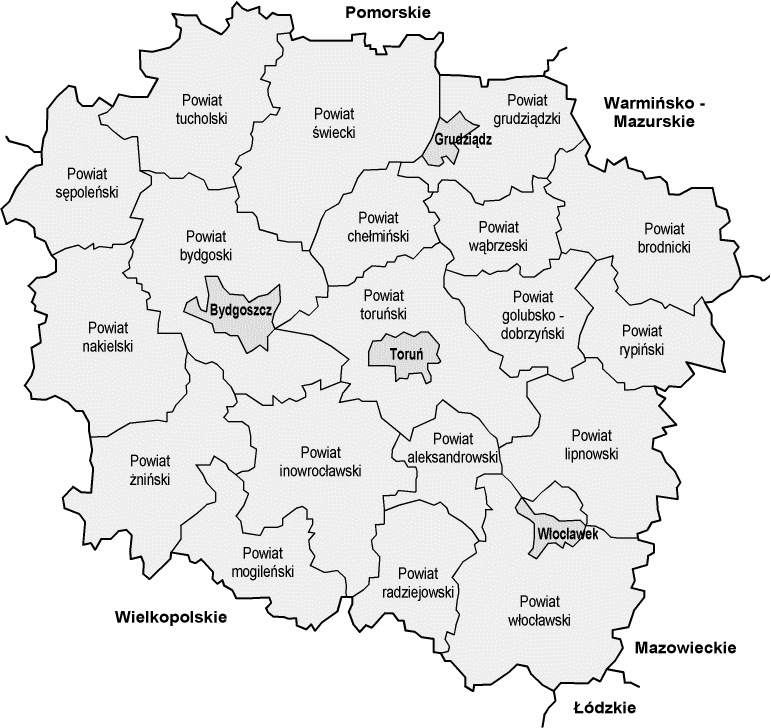
Powiats in de woiwodschap Koejavië-Pommeren

### Zelfstandige steden
1. Bydgoszcz (Bromberg)
2. Grudziądz (Graudenz)
3. Toruń (Thorn)
4. Włocławek (Leslau)

### Districten
1. Aleksandrów
2. Brodnica
3. Bydgoszcz
4. Chelmno
5. Golub-Dobrzyn
6. Grudziadz
7. Inowroclaw
8. Lipno
9. Mogilno
10. Naklo
11. Radziejów
12. Rypin
13. Sepólno
14. Swiecie
15. Torun
16. Tuchola
17. Wabrzezno
18. Wloclawek
19. Znin

Stadsdistricten:
Bydgoszcz · Grudziądz · Toruń · Włocławek

Districten:
Aleksandrów · Brodnica · Bydgoszcz · Chełmno · Golub-Dobrzyń · Grudziądz · Inowrocław · Lipno · Mogilno · Nakło · Radziejów · Rypin · Sępólno · Świecie · Toruń · Tuchola · Wąbrzeźno · Włocławek · Żnin

Grootste steden:
Brodnica · Bydgoszcz · Chełmno · Chełmża · Grudziądz · Inowrocław · Nakło nad Notecią · Rypin · Solec Kujawski · Świecie · Toruń · Włocławek
Ermland-Mazurië · Groot-Polen· Heilig Kruis · Klein-Polen · Koejavië-Pommeren · Łódź · Lublin · Lubusz · Mazovië · Neder-Silezië · Opole · Podlachië · Pommeren · Silezië · Subkarpaten · West-Pommeren